# Opponent
Opponent (en sueco: Motståndaren; en persa: دشمن‎) es una película dramática sueco-noruega de 2023 escrita y dirigida por Milad Alami. La película está protagonizada por Payman Maadi. Fue seleccionada como la candidata sueca para la Mejor Película Internacional en los 96º Premios de la Academia, pero no fue nominada.  

## Argumento
Iman (Payman Maadi), un hombre iraní que se mudó a Suecia como refugiado con su esposa Maryam (Marall Nasiri) y sus hijas Asal (Nicole Mehrbod) y Sahar (Diana Farzami). Un luchador en Irán antes de ser obligado a escapar del país, regresa a este deporte con la esperanza de acelerar su solicitud de asilo probando para el equipo nacional de lucha libre sueco, lo que conduce a la revelación de que la verdadera razón por la que se vio obligado a abandonar Irán fue que uno de sus antiguos compañeros de equipo lo sacó del armario como un hombre gay, lo que conlleva la pena de muerte en la República Islámica de Irán.

## Reparto
El reparto incluye a Payman Maadi, Marall Nasiri, Nicole Mehrbod, Diana Farzami, Björn Elgerd, Amirali Abanzad, Ahmed Abdullahi, Robin Ahlqvist, Leyla Aksoy, Anton Andersson, William Arvidsson, Helya Beikzadeh, Anton Carlsson, Ardalan Esmaili, Diana Farzami, Sevin Fidan, Anton Jalneskog, Jonatan Jednell, Tobias Johansson, Arvin Kananian y Max Karlsson.

## Distribución
Un extracto de la película se proyectó como trabajo en progreso en el Festival de Cine de Les Arcs de 2021, donde ganó el premio TitraFilm.
La película se estrenó en el 73º Festival Internacional de Cine de Berlín en febrero de 2023. Posteriormente se proyectó en el Festival de Cine y Vídeo Inside Out de 2023, el Festival Internacional de Cine de Seattle, y el 57º Festival Internacional de Cine de Karlovy Vary.
Fue estrenada en la plataforma Filmin el 8 de diciembre de 2023.

## Recepción

### Respuesta crítica
Opponent tiene una calificación de aprobación del 94% en el sitio web agregador de reseñas Rotten Tomatoes, basado en 16 reseñas, y una calificación promedio de 7.5/10.

### Premios
En Seattle, Nasiri recibió un Premio Especial del Jurado por su actuación.